# She Couldn't
She Couldn't (укр. Вона не могла) — балада американського рок-гурту Linkin Park. У 2020 році пісня була випущена як перший сингл із перевидання дебютного альбому гурту «Hybrid Theory».

## Історія
Пісня була записана в 1999 році, коли гурт записував матеріал для свого дебютного студійного альбому «Hybrid Theory».
Ця пісня була однією з перших пісень, записаних групою після приєднання до гурту фронтмена Честера Беннінгтона.
Три бутлеґ копії пісні з'явились у 2009 у продажі на сайті eBay, одна з них була викуплена учасниками сайту Linkin Park Live та опублікована на цьому ж сайті.
Пісня офіційно вийшла 13 серпня 2020 року, в рамках перевидання їхнього першого студійного альбому «Hybrid Theory». Його початковий реліз відбувся через веб-сайт, створений групою, що виглядає як робочий стіл комп'ютера з 2000 року. Трек є одним із дванадцяти невиданих треків, які були представлені на релізі.

### Тема пісні
Пісня була описана як схожа на матеріал, який увійшов до оригінального альбому «Hybrid Theory», незважаючи на її м'якше звучання та довший час виконання. Журнал Rolling Stone описав звучання пісні як «м'який грув із простою гітарною петлею, яка обертається навколо барабанів тріп-хопу, синтезаторів і текстури, що дряпає записи».
У приспіві звучить семпл вокалу Мос Деф із пісні гурту The High & Mighty «B-Boy Document 99».
Шинода зазначив, що більш м'яке та м'яке звучання пісні передвіщало зміну музичного напряму гурту, яка виявилася пізніше в кар'єрі гурту, пояснюючи, що це був підхід, який група завжди досліджувала.

## Відгуки
Kerrang! похвалив пісню за те, що вона звучить так, ніби вона належала до «Hybrid Theory»: «Незважаючи на її м'якість і відсутність важких гітар… незважаючи на її довжину та бажання бігти у власному темпі… ви можете розташувати її будь-де в другій половині альбому і це не змінить звучання».

## Учасники запису
У записі синглу взяли участь:
- Честер Беннінгтон — вокал
- Майк Шинода — реп-вокал, семплер
- Бред Делсон — гітара, бас
- Джо Хан — вертушки, семпли
- Роб Бурдон — ударні

Інші музиканти
- Кайл Крістнер — додатковий бас

## Чарти
| Чарт                                        | Максимальна позиція |
| ------------------------------------------- | ------------------- |
| US Hot Rock & Alternative Songs (Billboard) | 47                  |